# Korkis, Estland
För andra betydelser, se Korkis.
Korkis (estniska: Kurkse, tyska: Kurks) är en by (estniska: küla) i Lääne-Harju kommun i landskapet Harjumaa i Estland. Den ligger vid Finska viken, 44 km sydväst om huvudstaden Tallinn. Byn hade 21 invånare år 2011.
Korkis ligger 7 km sydost om centralorten Paldiski som ligger på andra sidan Matsviken (estniska: Paldiski laht). Nordväst om byn och på andra sidan Västersundet (Kurske väin) ligger Rågöarna. Korkis angränsar till byarna Päts i väst, Altküla i söder och Laane och Madise i öst. Korkis ligger i en trakt som tidigare beboddes av estlandssvenskar. Nästan alla estlandssvenskar flydde till Sverige i samband med andra världskriget. Korkis tillhörde Padis kommun 1992–2017.
År 1997 avled 14 soldater under en manöver utanför byn i Västersunds-tragedin.

## Bilder

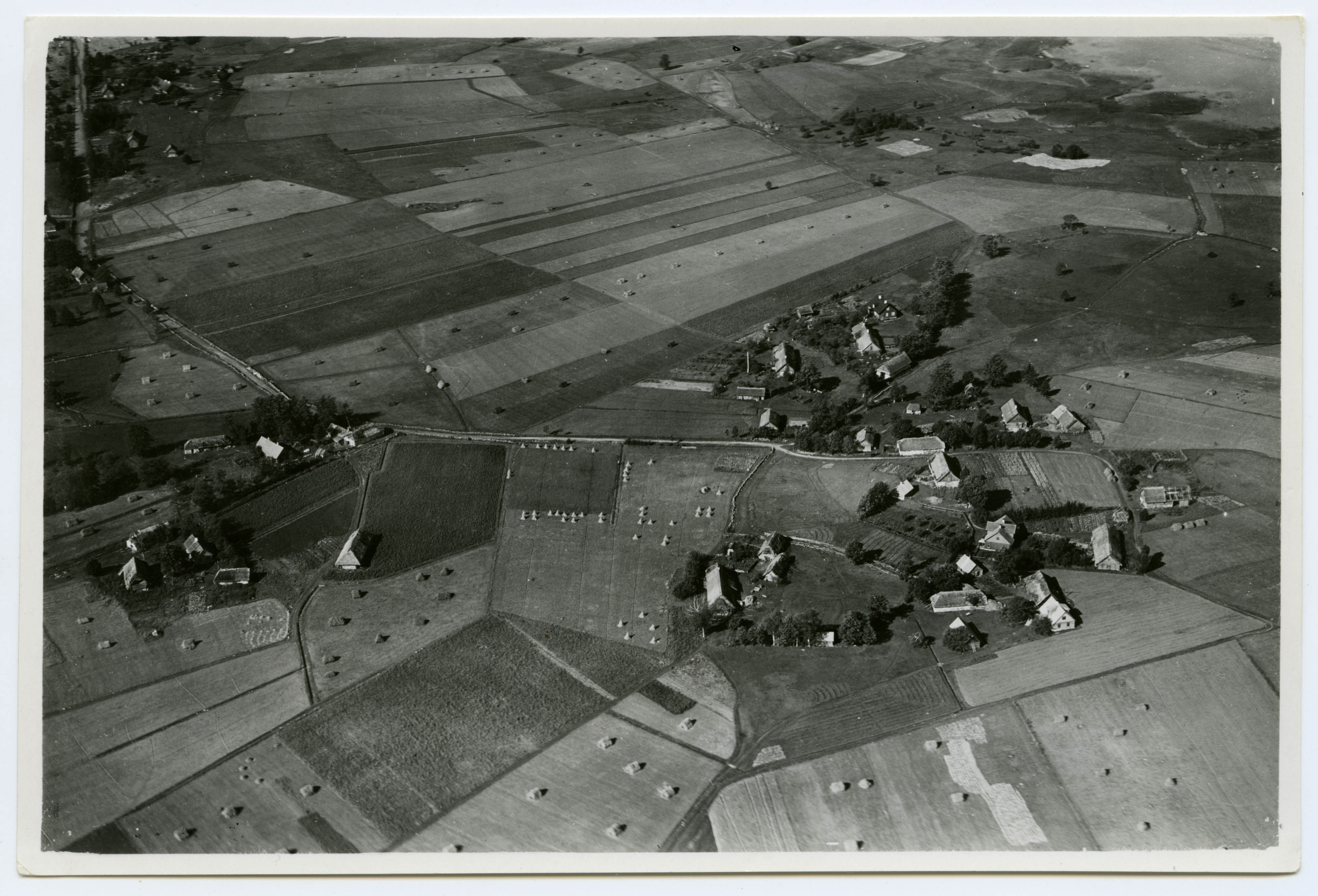
Flygbild av Korkis år 1934
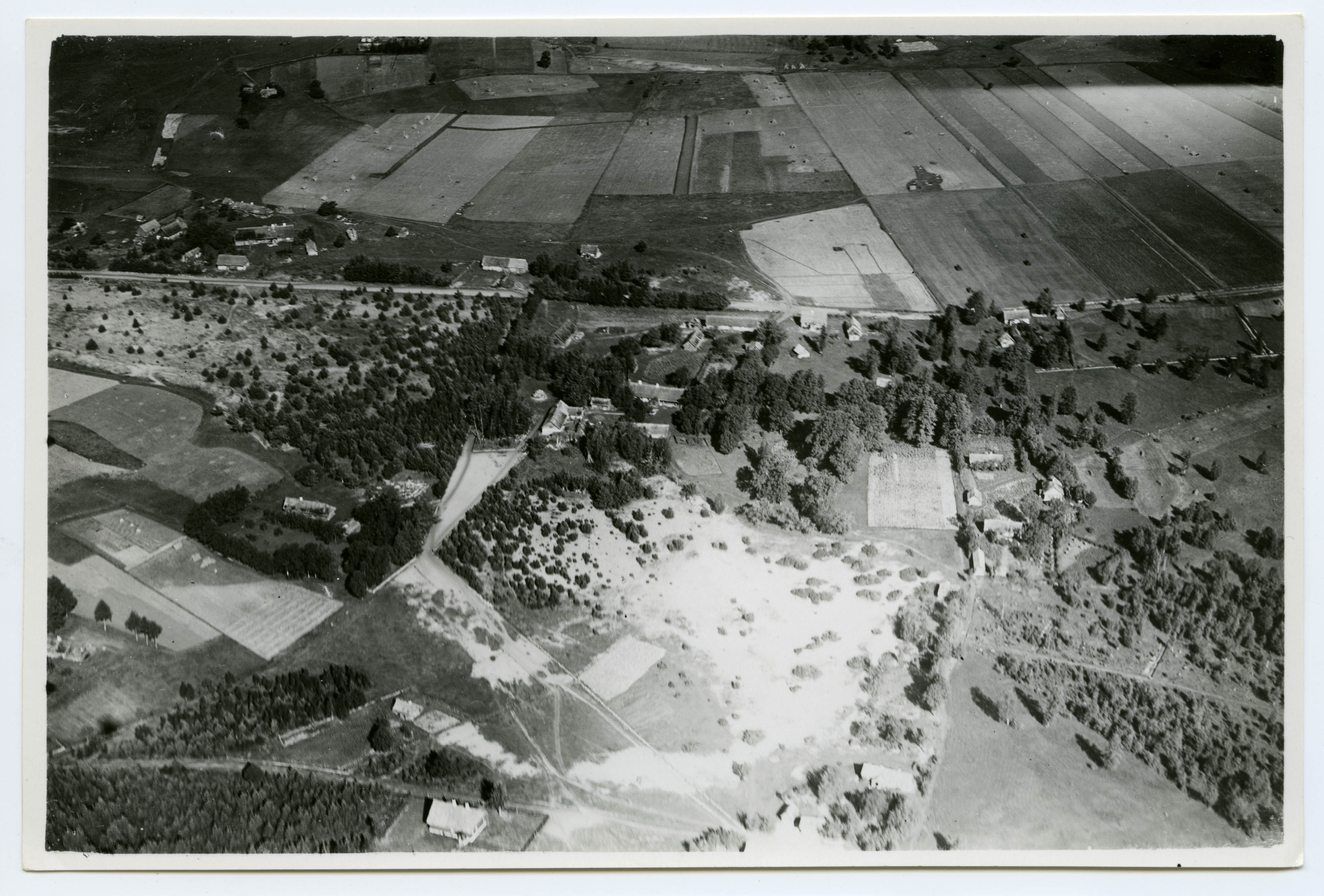
Flygbild av Korkis år 1934